# U.S. Girls
U.S. Girls è un progetto musicale della cantante, musicista e produttrice statunitense Meghan Remy (Chicago, 1985). I brani indie e art pop di U.S. Girls sono ispirati al punk delle Riot grrrl e dei Crass.

## Storia del gruppo
Meghan Remy diede vita al progetto U.S. Girls a Toronto nel 2007, dopo aver già calcato la scena musicale di Chicago e Portland durante la metà degli anni 2000. Il progetto prende il nome da una conversazione che Remy ebbe con un'amica durante la quale, parlando di un gruppo musicale europeo che stava per suonare nella capitale canadese, Remy dichiarò «aspetta che vedano come suonano le nostre ragazze americane!» (Wait 'til they get a look at these U.S. girls!). Remy scrisse in proprio alcune tracce a casa e venne scritturata da varie etichette, prima di firmare un contratto con la 4AD nel 2015. Nello stesso anno, pubblicò Half Free che, nel 2016, ottenne una nomination ai Juno Award nella categoria "Alternative Album of the Year" e raggiunse la finale in occasione dei Polaris Music Prize. Dopo In a Poem Unlimited (2018), sempre come U.S. Girls nel 2020 pubblicò Heavy Light, un concept album di pop sperimentale ove coesistono influenze soul, bossanova e gospel.

## Discografia

### Album in studio
- 2008 – Introducing...
- 2010 – Go Grey
- 2011 – U.S. Girls on Kraak
- 2012 – Gem
- 2015 – Half Free
- 2018 – In a Poem Unlimited
- 2020 – Heavy Light
- 2023 – Bless This Mess
- 2025 – Scratch It